# 1,3-dimesityl-imidazool-4,5-dihydro-2-ylideen
1,3-dimesityl-imidazool-4,5-dihydro-2-ylideen, in Engelse literatuur vaak afgekort tot SIMes of H2Imes, is een N-hetrocyclisch stabiel carbeen.
Het is een witte, vaste stof die makkelijk in organische oplosmiddelen oplost. Structureel is de ligand verwant aan IMes, maar in tegenstelling tot dat imidazool-derivaat is de ring verzadigd. Het is daardoor een iets meer flexibele verbinding die als component in Grubbs' katalysator wordt toegepast.  De synthese start met het alkyleren van trimethylaniline met dibroomethaan gevolgd door ringsluiting en dehydrohalogenering.